# Ośrodek Broki

Schemat pokazujący lokalizację ośrodków Broki i Wernickego

Ośrodek Broki (często nazywany również nieprawidłowo ośrodkiem Broca) – obszar w mózgu odpowiedzialny za generowanie mowy. Wpływ ośrodka Broki na zdolność mówienia został zaobserwowany przez Paula Brocę. Opisał on przypadki dwóch pacjentów z zaburzeniami mowy. Obydwaj stracili zdolność mówienia w wyniku urazu tylnej części zakrętu czołowego dolnego. Od tamtej pory okolica zidentyfikowana przez Paula Brocę nosi nazwę ośrodka Broki, a utratę umiejętności posługiwania się językiem nazywa się afazją Broki. Ośrodek Broki znajduje się w części wieczkowej (pars opercularis) i części trójkątnej (pars triangularis) zakrętu czołowego dolnego i odpowiada polom nr 44 i 45 na mapie mózgu Brodmanna. Badania nad afazją całkowitą wykazały, że ośrodek Broki jest odpowiedzialny za łączenie głosek w wyrazy i zdania oraz za formułowanie płynnych wypowiedzi.
Ponadto badania metodą funkcjonalnego rezonansu magnetycznego (ang. Functional Magnetic Resonance Imaging, fMRI) dowiodły, że aktywne struktury w ośrodku Broki mają różne funkcje jeśli chodzi o tworzenie mowy.

## Anatomia
Położenie ośrodka Broki jest często lokalizowane przy użyciu topografii mózgu, dzięki makrostrukturalnym punktom orientacyjnym takim jak bruzdy mózgu lub współrzędnym wyznaczającym granice tego obszaru. Powszechnie używany atlas Talairacha i Tournoux wskazuje, że mapa cytoarchitektoniczna Brodmanna wiernie odzwierciedla mózg. Jednakże Brodmann dokonał podziału kory mózgowej opierając się jedynie na subiektywnym badaniu poznawczym obszarów cytoarchitektonicznych, zajmując się przy tym tylko jedną półkulą, co w rezultacie doprowadziło do pewnych nieścisłości. Co więcej, określenie precyzyjnej lokalizacji ośrodka Broki jest ograniczone w związku ze znaczną różnicą porównywanych mózgów w stosunku do kształtu, rozmiaru, jak i położenia względem bruzd i zakrętów kory mózgowej.
Niemniej ośrodek Broki w lewej półkuli i jego odpowiednik w półkuli prawej są wykorzystywane zazwyczaj by odnieść się do części wieczkowej i części trójkątnej zakrętu czołowego dolnego.
Z kolei położenie pars triangularis i pars opercularis jest precyzowane przy pomocy orientacyjnych struktur, które według mapy Brodmanna dzielą zakręt czołowy dolny na przednie i tylne obszary cytoarchitektoniczne, oznaczone kolejno numerami 45 i 44.
Pole 45 odbiera mocniejsze sygnały z dośrodkowych (aferentnych) połączeń z kory przedczołowej, zakrętu skroniowego górnego oraz bruzdy skroniowej górnej w porównaniu z polem 44, które ma tendencję do odbierania mocniejszych sygnałów aferentnych z kory ruchowej,  somatycznego układu nerwowego oraz tylnej kory ciemieniowej.
Różnice w cytoarchitekturze i połączeniach pomiędzy polem 44 i 45 wskazują na to, że owe pola mogłyby pełnić odrębne funkcje. Rzeczywiście, najnowsze badania w dziedzinie neuroobrazowania dowiodły, że pars opercularis i pars triangularis, odpowiadające odpowiednio polom 45 i 44, pełnią odmienne funkcje w ludzkim mózgu, jeśli chodzi o rozumienie języka, jak i jego użycie i rozpoznanie/zrozumienie.

## Ośrodek Broki
Podczas niedawnych badań, ponownie zbadano zachowane mózgi Leborgne’a i Lelonga (pacjentów Paula Pierre’a Broki) za pomocą rezonansu magnetycznego (MRI) o wysokiej rozdzielczości. Celem tych badań było zeskanowanie mózgów w trzecim wymiarze i bardziej szczegółowe określenie stopnia zmian korowych i podkorowych. Badania te miały również na celu dokładne zlokalizowanie miejsca zmian w płacie czołowym w odniesieniu do ośrodka Broki i stopnia podkorowego zaangażowania.

### Pacjenci Paula Broki

#### Leborgne
Leborgne był pacjentem Broki. Nie był w stanie wypowiedzieć żadnego słowa ani wyrażenia. Jedynym słowem, które potrafił nieustannie wymawiać była nieznacząca sylaba „tan”. Po jego śmierci, na powierzchni jego lewego płata czołowego odkryto zmianę. Leborgne został zidentyfikowany w 2013 r. jako Louis Victor Leborgne urodzony w 1809 r. w Moret.
Ustalono, że Leborgne był jednym z siedmiorga dzieci, jego ojciec był nauczycielem, a rodzeństwo otrzymało wykształcenie. Jako dziecko Leborgne przeniósł się do Paryża. Na padaczkę cierpiał prawdopodobnie od dziecka. Mimo to został rzemieślnikiem, był też kościelnym. Pracował tak do 30 roku życia, kiedy to trafił do szpitala z afazją. To prawdopodobnie padaczka doprowadziła do uszkodzenia mózgu. W szpitalu jego stan się ciągle pogarszał, być może do tego stopnia, że przestał się poruszać i leżał przykuty do łóżka. Przeszedł również operację spowodowaną gangreną. Kiedy Broca zetknął się z nim, Leborgne był już umierający. Leborgne został zidentyfikowany przez profesora Uniwersytetu Marii Curie-Skłodowskiej w Lublinie Cezarego Domańskiego.

#### Lelong
Lelong był kolejnym pacjentem Broki, który cierpiał na zaburzenie mowy po przebytym udarze. Miał 84 lata. Potrafił powiedzieć tylko pięć słów: „oui” („tak”), „non” („nie”), „tois” (zniekształcona postać słowa „trois”, czyli „trzy”, którym określał też każdą inną liczbę), „toujours” (zawsze) oraz „Lelo” (niepoprawna wymowa jego własnego imienia). Podczas autopsji odkryto nieprawidłowość w tej samej części bocznej płata czołowego co u Leborgne’a. Te dwa przypadki pozwoliły Broce określić lokalizację ośrodków mowy w tej konkretnej części mózgu.

### Wyniki rezonansu magnetycznego
Badanie mózgów dwóch znaczących pacjentów Broki za pomocą rezonansu magnetycznego o wysokiej rozdzielczości zakończyło się paroma ciekawymi wnioskami. Po pierwsze, wyniki sugerują, że inne ośrodki, poza ośrodkiem Broki, również mogły przyczynić się do zaburzeń mowy. To odkrycie jest ważne gdyż stwierdzono, że choć tylko uszkodzenia ośrodka Broki mogą same w sobie prawdopodobnie spowodować chwilowe zakłócenia mowy, to nie kończą się one poważnym jej zatrzymaniem. Tak więc istnieje możliwość, że zmiany w innej części mózgu również mogły mieć wpływ na afazję określoną przez Brocę jako brak twórczej mowy. Kolejnym ciekawym wnioskiem jest to, że uszkodzenie, które Broca uważał kiedyś za krytyczne dla mowy, nie było zlokalizowane dokładnie w tej samej części, która znana jest dzisiaj jako ośrodek Broki. Badania dostarczają dalszych dowodów świadczących o tym, że język i rozumienie są dużo bardziej skomplikowane niż kiedyś sądzono i że obejmują one różne połączenia obszarów mózgu.

## Funkcje

### Rozumienie języka
Przez długi czas zakładano, że rola ośrodka Broki była związana bardziej z produkcją języka niż z jego rozumieniem. Jednakże, ostatnie dowody wskazują na to, że ośrodek Broki odgrywa ważną rolę w rozumieniu języka. Pacjenci ze zmianami w obszarze ośrodka Broki wykazują agramatyczną produkcję mowy jak i niezdolność do użycia syntaktycznych informacji w celu zdeterminowania znaczenia zdania. Kilka badań opartych na neuroobrazowaniu wskazuje na uczestnictwo ośrodka Broki, w szczególności części wieczkowej lewego zakrętu czołowego dolnego, w przetwarzaniu złożonego zdania. Ponadto niedawno odkryto, że w trakcie eksperymentów z użyciem funkcjonalnego rezonansu magnetycznego (fMRI), gdzie analizowano bardzo dwuznaczne zdania, bardziej aktywny jest zakręt czołowy dolny. Wynika z tego, że poziom aktywności zakrętu czołowego dolnego i poziom leksykalnej dwuznaczności są do siebie wprost proporcjonalne, gdyż wzrost zapotrzebowania na wyszukiwanie informacji jest związany z wieloznacznością zawartości.

### Rozpoznawanie i wykonywanie czynności
Najnowsze eksperymenty wskazują na aktywność ośrodka Broki podczas różnych poznawczych i percepcyjnych zadań. Istotny wkład pola Brodmanna 44 można zauważyć w trakcie procesów motorycznych. Obserwacja cienia ręki, który przypomina poruszające się zwierzęta, aktywuje czołowy obszar mowy, co potwierdza fakt, że obszar Broki odgrywa ważną rolę przy interpretowaniu czyjegoś gestu. Aktywacja pola 44 została również zaobserwowana w trakcie chwytania i manipulowania.

### Gesty związane z mową
Spekuluje się na temat tego, że gesty związane z mową mogą potencjalnie redukować leksykalne lub semantyczne nieścisłości i poprawić rozumienie. Poprawienie rozumienia powinno zmniejszyć użycie ośrodka Broki.
Wiele badań opartych na neuroobrazowaniu również wykazało aktywację ośrodka Broki w trakcie wykonywania znaczących ruchów ręką. Najnowsze badania potwierdziły, że słowo i gest są ze sobą związane na poziomie tłumaczenia aspektów pojedynczego gestu takich jak cel i intencja. To odkrycie, że aspekty gestów są tłumaczone na słowa w obszarze Broki wyjaśnia rozwój języka pod względem ewolucji. Istotnie, wielu autorów przedstawiło pogląd, że mowa rozwinęła się z prymitywnej komunikacji opartej na gestach (patrz sekcja: Ewolucja mowy).

## Afazja

### Definicja
„Afazja jest nabytym zaburzeniem języka wpływającym na zdolności pisania, czytania, mówienia i słuchania wynikającymi z uszkodzenia mózgu. To przewlekły stan, który wprowadza zmiany we wszystkich obszarach życia”.

### Afazja Broki a inne afazje
Pacjenci cierpiący na afazję Broki to jednostki, które wiedzą „co chcą powiedzieć, ale nie mogą tego przekazać”. Zazwyczaj rozumieją co się do nich mówi, ale nie potrafią się płynnie komunikować. Jest to również znane jako afazja z zaburzoną płynnością mowy. Inne możliwe  symptomy obejmują problemy z płynnością, wymową, znalezieniem właściwych słów, powtarzaniem, oraz tworzeniem i rozumieniem gramatycznie złożonych zdań, zarówno słownie, jak i pisemnie. Wymienione cechy charakterystyczne odróżniają te jednostki od ludzi cierpiących na inne rodzaje afazji. Ludzie z innymi rodzajami afazji mogą mieć większe trudności ze zrozumieniem tego, co jest do nich mówione. Mogą oni również mieć większe kłopoty przy czytaniu i pisaniu niż jednostki z afazją Broki. Jednostki z afazją Broki mają dobrze rozwiniętą zdolność samo-monitorowania tego co mówią, a ludzie z innymi afazjami mogą być nieświadomi tego, jak i co mówią. Dodatkowo, wygląd zmian uszkodzonego obszaru mózgu różni się pomiędzy afazjami.
| Typ Afazji                     | Powtarzanie           | Nazewnictwo           | Rozumienie ze słuchu | Płynność mowy               |
| ------------------------------ | --------------------- | --------------------- | -------------------- | --------------------------- |
| Broki                          | Umiarkowane trudności | Umiarkowane trudności | Małe problemy        | Brak płynności, wolne tempo |
| Wernickego                     | Lekko ciężkie         | Lekko ciężkie         | Nierozwinięte        | Fazowa płynność             |
| Przewodzeniowa                 | Słabe                 | Słabe                 | Stosunkowo dobre     | Płynna                      |
| Mieszana                       | Mierne                | Słabe                 | Słabe                | Brak płynności              |
| Transkorowa afazja motoryczna  | Dobre                 | Lekko ciężkie         | Średnie              | Brak płynności              |
| Transkorowa afazja sensoryczna | Dobre                 | Umiarkowane trudności | Słabe                | Płynna                      |
| Globalna                       | Słabe                 | Słabe                 | Słabe                | Brak płynności              |
| Nominatywna                    | Małe trudności        | Umiarkowane trudności | Średnie              | Płynna                      |

## Analiza przypadku
Ośrodek Broki znajduje się w lewym tylnym dolnym płacie czołowym kory mózgowej obejmującym ośrodek Brodmanna (pole 44, 45). Jest odpowiedzialny za zdolność wytwarzania, przetwarzania i rozumienia mowy. W badaniu postawiono hipotezę, że funkcje językowe są zależne od ośrodka Broki, dlatego też zostają osłabione gdy tkanka nerwowa znajdująca się w ośrodku Broki ulega selektywnej hipoperfuzji. Aby tego dowieść przestudiowano zróżnicowane funkcje językowe u pacjenta po rozległym udarze mózgu przejawiające się selektywną hipoperfuzją przy minimalnym naruszeniu ośrodka Broki. Wyniki rezonansu magnetycznego obejmujące obrazowanie dyfuzyjne jak i perfuzyjne wykazały niewielki zawał lewego tylnego płata czołowego i znacznie zmniejszoną perfuzję w tym regionie.
Testy językowe zostały przeprowadzone 5 godzin przed i 32 godziny po przywróceniu funkcjonowania ośrodka Broki. Niektóre testy zawierały 1) nazewnictwo ustne i pisemne, 2) czytanie na głos, 3) pisanie ze słuchu, 4) powtarzanie. Wynik pacjenta był porównywany do średniego wyniku uzyskanego od 50 zdrowych neurologicznie osób przy pomocy tych samych testów językowych. Jak wynikło z raportu, średni wynik osób zdrowych był prawidłowy w 100%; nikt nie uzyskał wyniku niższego niż 90%. Przed zabiegiem przywrócenia funkcjonowania ośrodka Broki, pacjent uzyskiwał wynik prawidłowy podczas odpowiedzi na proste pytania, czytania na głos i powtarzania. Jednak wypadał słabo w innych testach językowych takich jak nazewnictwo czy pisownia. Następnie podano mu dożylnie sól fizjologiczną by zwiększyć ciśnienie krwi, co z kolei poprawiło przepływ krwi do obszaru kory mózgowej i przywrócenie funkcjonowania ośrodka Broki. Obrazowanie perfuzyjne pokazało całkowitą reperfuzję ośrodka Broki. Gdy przeprowadzono testy językowe 32 godziny po zabiegu, okazało się, że pacjent uzyskiwał wyniki poprawne lub powyżej średniego poziomu we wszystkich zadaniach językowych.
Potwierdziła się hipoteza, że dostateczne funkcjonowanie ośrodka Broki jest niezbędne do wykonywania zróżnicowanych zadań z wytwarzaniem i rozumieniem mowy. W dodatku, jak zaobserwowano w przypadku tego pacjenta, przywrócenie prawidłowego przepływu krwi w ośrodku Broki spowodowało bardzo szybkie odzyskanie tych funkcji. Dlatego ta analiza wyraźnie wykazała, że ośrodek Broki odgrywa kluczową rolę w ustnym nazewnictwie i pisowni, aktywnym i pasywnym rozumieniu ze słuchu, aktywnym i pasywnym rozumieniu tekstu pisanego oraz motorycznym planowaniu i programowaniu wyrażania mowy.

## Ewolucja mowy
Jak do tej pory przedstawiono kilka modeli mających na celu wyjaśnienie pochodzenia ludzkiej mowy. Uważa się, że ludzka mowa powstała w wyniku „ewolucyjnego udoskonalenia bezwarunkowego systemu komunikacji widocznego już u niższych naczelnych na podstawie zespołu czynności ręka/usta nastawionych na uzyskanie zamierzonego celu”. Ta idea poparta jest ostatnim doniesieniem, że ośrodek Broki ma znaczenie podczas czynności obserwacji. Istnieje hipoteza, że pierwowzór ośrodka Broki miał wpływ na generowanie znaczeń czynności poprzez interpretowanie sekwencji motorycznych pod względem celu. Dalsza dyskusja dotyczyła możliwości, iż ta zdolność mogła zostać wygenerowana podczas ewolucji, która z kolei dała ośrodkowi możliwość radzenia sobie ze znaczeniami. Podczas obserwacji rzucanych ręką cieni przypominających poruszające się zwierzęta, aktywowane obszary czołowe mowy dają dowód na to, że ludzka mowa mogła powstać z neutralnych substratów zawartych już w rozumieniu gestów. Dlatego też badanie ukazało ośrodek Broki jako centrum mowy, które gromadzi i rozszyfrowuje komunikatywne gesty. Zgodnie z ideą neutralny substrat regulujący kontrolę motoryczną u wspólnych przodków małp i ludzi najprawdopodobniej uległ modyfikacji by poprawić zdolność poznawczą i językową.
Kolejne odkrycie wykazało znaczne obszary aktywacji w obrębie podkorowym i kory neopalialnej podczas wytwarzania komunikatywnych gestów manualnych i sygnałów głosowych u szympansów. Dane wskazujące na świadome wytwarzanie gestów manualnych jak i sygnałów wokalnych przez szympansy w celu komunikacji z człowiekiem sugeruje, że pierwowzór ludzkiej mowy jest przedstawiony na poziomie behawioralnym i neuroanatomicznym.